# Sẻ đen trán nhạt
Sẻ đen trán nhạt, tên khoa học Nigrita luteifrons, là một loài chim trong họ Estrildidae.
Nó được tìm thấy ở Angola, Cameroon, Cộng hòa Trung Phi, Cộng hòa Congo, Cộng hòa Dân chủ Congo, Bờ Biển Ngà, Guinea Xích Đạo, Gabon, Ghana, Liberia, Nigeria, Sierra Leone, Togo và Uganda. IUCN đã phân loại loài này thuộc loài ít quan tâm.